# Новожёнов, Иван Германович
Иван Германович Новожёнов (6 сентября 1948, Москва — 12 мая 2007, Москва) — советский художник, живописец, график, прозаик-философ, автор множества проектов, перформансов, акций. С 1972 г. участник профессионального и творческого союза — Московского горкома художников-графиков (состоял в группе «21 московский художник»), Член Московского союза художников (1996 г.), Международного художественного фонда (1996 г.). Участник более 200 выставок в России и за рубежом. Первая выставка — квартирная в 1972 году в Москве на Бакунинской улице. Оборот почти всех картин содержит сопроводительную историю литературного жанра. На протяжении всей жизни вел дневники, которые хранятся в Российском государственном архиве литературы и искусства (РГАЛИ).

## Биография
Родился в 1948 в Москве. Выпускник МВХПУ. Был женат 2 раза. В 1973 году родился сын — Новоженов, Филипп Иванович. 1989 году женился второй раз на Татьяне Ивановне Недзвецкой. В последний период своей жизни жил в центре Москвы на Еропкинском переулке вместе со второй женой, работал в мастерской на Чистопрудном бульваре. С раннего детства был вдохновлен живописью Джексона Поллока, поэтому ранние работы выполнены в стиле абстрактного экспрессионизма.

## Оценка творчества
Советский и российский журналист Игорь Ильич Дудинский писал: «В творческом подвижничестве Ивана Новоженова напрочь отсутствует даже малейший намек на „эколюцию“, „периоды“, „смену вех“. Либо он так и родился одержимым персональной идеей, либо умудрился выпестовать индивидуальную философию до того как взялся за кисть. Однако пленительная тайна его „лица“ отнюдь не в однажды и навсегда удачно нащупанном „методе“, позволяющем добиться максимально формалистического эффекта с минимальной затратой душевных сил, а в кропотливом диалоге с первоисточником, в освоении метафизики „классического“ — натюрморта, пейзажа, психологического портрета, жанра, притчевого иносказания, мифологемы».
Искусствовед Василий Григорьевич Кисунько писал: «Иван Новоженов — художник редкостного многообразия и абсолютной свободы выбора там, где речь идет о теме, мотиве, о конкретных проявлениях пластического языка. Живописец он столь же „ученый“ (в смысле ориентированности в мировом искусстве, продуманности каждого хода), сколь и спонтанный. Он упрям, когда „отлавливает“ мотив и варьирует его — как, например, случилось с осенними кленовыми листьями, или, что уж совсем занятно, с утюгами».
Яна Недзвецкая (ранее Татьяна, жена) пишет «Новоженов пишет не картины, а выворачивает наизнанку свою суть — причем не только талантливого художника, но и очень интересного прозаика-философа».

## Выставки/аукционы
- 1972—Персональная квартирная выставка на Бакунинской улице. Москва;
- 1979—1983 Международная художественная выставка «Время, пространство, человек». Москва—Киев—Одесса—Таллин—Тарту—Рига—Вильнюс—Каунас—Львов—Петрозаводск—Байконур—Ташкент—Алма-Ата—Фрунзе—Новосибирск (каталог);
- 1982—Выставка четырёх художников в городе Чехов под Москвой;
- 1984—Выставка в Советском Фонде мира. Москва (каталог);
- 1986—Персональная выставка. Коростень. Украина;
- 1986—Персональная выставка. Зеленоград. Москва;
- 1988—"Русский авангард начала века из коллекций Московского клуба коллекционеров и художники 80-х гг.". Советский Фонд культуры. Москва (буклет);
- 1988—"Лабиринт". Московский Дворец Молодежи;
- 1989—"Лабиринт. Новое искусство из Москвы". Варшава—Катовице—Гамбург—Ганновер (каталог);
- 1989—Аукцион Хаусведелл и Нольтэ. Гамбург (каталог);
- 1990—Совавангард Арт Геллери. Москва-Вена-Нью-Йорк (каталог);
- 1991—"Арт-Миф". Манеж. Москва (каталог);
- 1991—Выставка «Золотая кисть». Лауреат конкурса. Центральный Дом художника. Москва;
- 1991—"От Николая II до Горбачева". Лиссабон (каталог);
- 1991—"Spease and spirit" .Выставка на IX европейском конгрессе по нейрохирургии. Москва (каталог);
- 1992—Выставка в городе Порто, Португалия;
- 1994—Персональная выставка. Центральный Дом художника. Москва (альбом);
- 1994—Куратор выставки «Стеб-Арт». 12 московских художников и Сальвадор Дали. «Галерея Доминанта». Центральный Дом художника. Москва;
- 1994—Gordana Loncar Fine Art Gallery. Филадельфия. США;
- 1994—"20 лет Бульдозерной". Москва (каталог);
- 1995—Иван Новоженов—Борис Бич. «Геометрия камуфляжных джунглей». «Проект Pro et contra». Галерея Юнэя. «Москва»;
- 1995—"20 лет спустя" (19—22 февраля 1975—19—22 февраля—1995 .Выставка живописи во Всероссийском Выставочном Центре, Павильон пчеловодства). Москва (каталог);
- 1995—Акция «7 новых картин в последнюю пятницу месяца». 7 квартирных выставок (новые времена — новый уровень). Москва;
- 1995—Эрнст Неизвестный и Иван Новоженов — современные русские художники. Gordana Loncar Fine Art. Филадельфия;
- 1996—Персональная выставка.Аэростат с пиктограммой «Художник и модель».ЦДХ. Галерея «Доминанта». Москва (каталог, альбом);
- 1996—Московская художественная ярмарка «Арт Москва». Центральный Дом художника. (каталог);
- 1996—"1000 ступеней. Арт подготовка". Тюмень (каталог);
- 1996—"Art manege".Галерея «Доминанта». Жёлтый аэростат на фоне Кремлёвской стены. (каталог);
- 1997—Куратор проекта «Инициация». Живопись на стенах, обреченных на разрушение. Арт—лаборатория «Доминанта». Москва;
- 1997—"Арт Салон". Центральный выставочный зал «Манеж». Москва;
- 1997—"Москва—России, Россия—Москве". «Доминанта» совместно с правительством Москвы и Русской творческой палатой. Куратор проекта.
- 2002—Галерея С. Арт (владелец галереи Петр Войс) «Тайная симметрия бытия»